# جيل ماكمانوس
جيل ماكمانوس (بالإنجليزية: Jill McManus)‏ هي عازفة بيانو أمريكية، ولدت في 28 يوليو 1940.